# Адервьель-Пушерг
Адервье́ль-Пуше́рг (фр. Adervielle-Pouchergues, окс. Adervièla e Pocieures) — коммуна во Франции, находится в регионе Юг — Пиренеи. Департамент — Верхние Пиренеи. Входит в состав кантона Бордер-Лурон. Округ коммуны — Баньер-де-Бигор.
Код INSEE коммуны — 65003.

## География
Коммуна расположена приблизительно в 690 км к югу от Парижа, в 125 км юго-западнее Тулузы, в 55 км к юго-востоку от Тарба.
На востоке коммуны протекает река Нест-дю-Лурон.

## Климат
Климат умеренно-океанический с солнечной тёплой погодой и обильными осадками на протяжении практически всего года.

## Население
Население коммуны на 2010 год составляло 106 человек.
| 1962 | 1968 | 1975 | 1982 | 1990 | 1999 | 2010 |
| ---- | ---- | ---- | ---- | ---- | ---- | ---- |
| 83   | 88   | 93   | 71   | 87   | 81   | 106  |

## Администрация
| Период | Период | Фамилия            | Партия       | Примечания |
| ------ | ------ | ------------------ | ------------ | ---------- |
| 2001   | 2014   | Жан-Бернар Бьельса | беспартийный |            |
| 2014   | 2020   | Матьё Пюсель       | беспартийный |            |

## Экономика
В 2010 году среди 74 человек трудоспособного возраста (15-64 лет) 68 были экономически активными, 6 — неактивными (показатель активности — 91,9 %, в 1999 году было 68,0 %). Из 68 активных жителей работали 67 человек (39 мужчин и 28 женщин), безработным был 1 мужчина. Среди 6 неактивных 0 человек были учениками или студентами, 3 — пенсионерами, 3 были неактивными по другим причинам.

## Достопримечательности
- Церковь Св. Стефана (XVII век)[4]
- Церковь Св. Лаврентия (XII век)[5]
- Часовня Св. Элигия (XIX век)[6]

## Фотогалерея

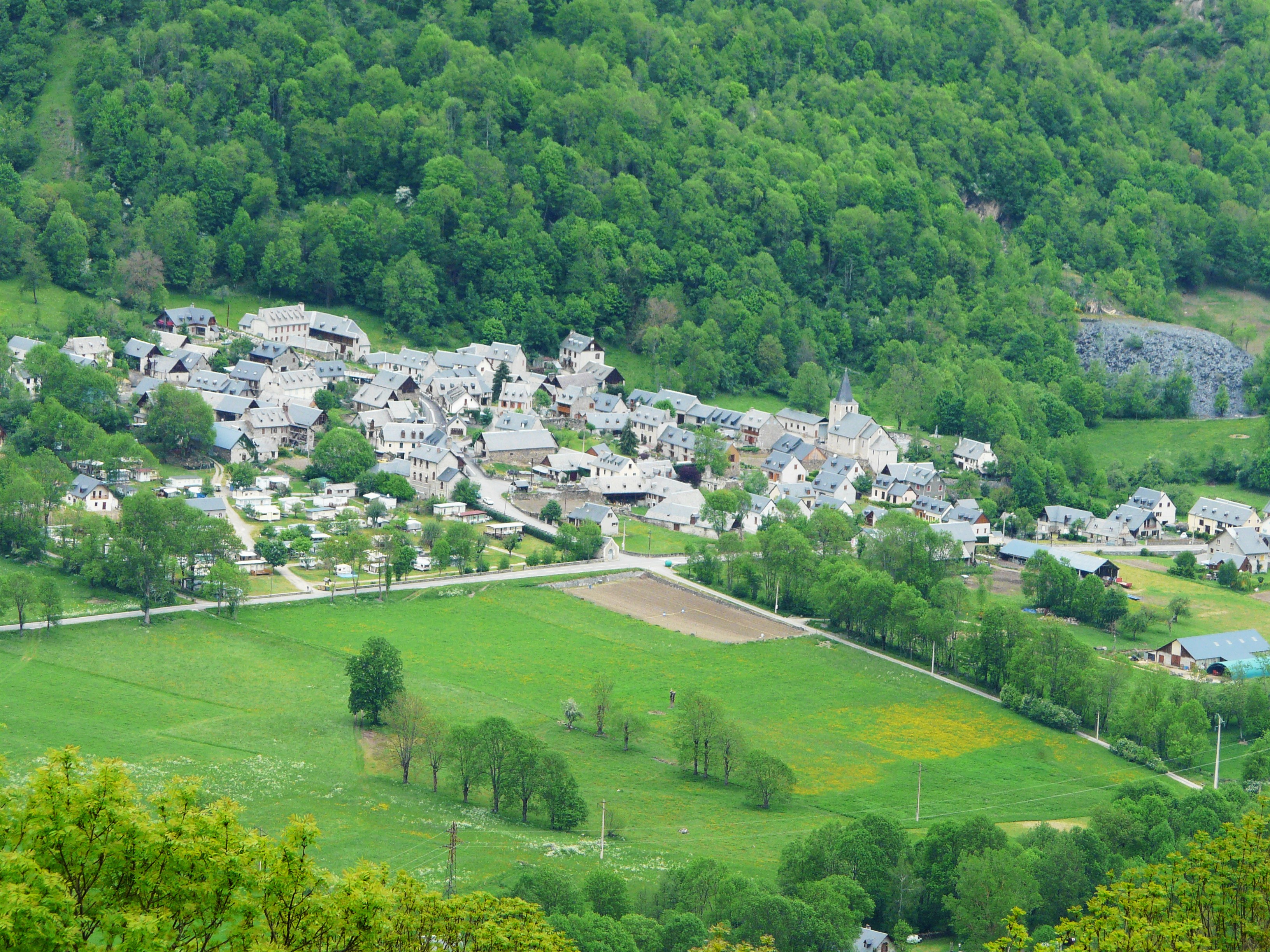
Адервьель-Пушерг
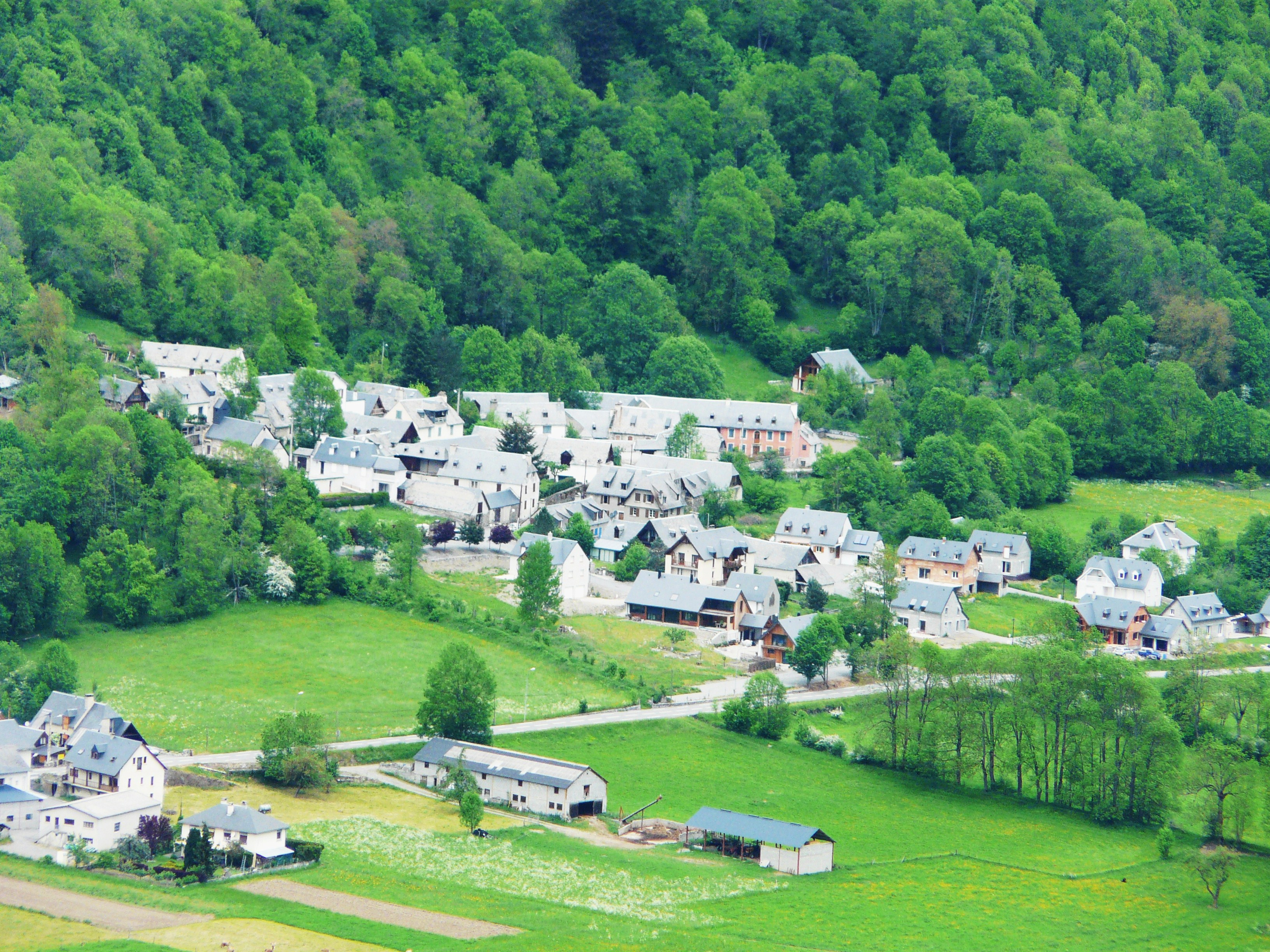
Адервьель-Пушерг
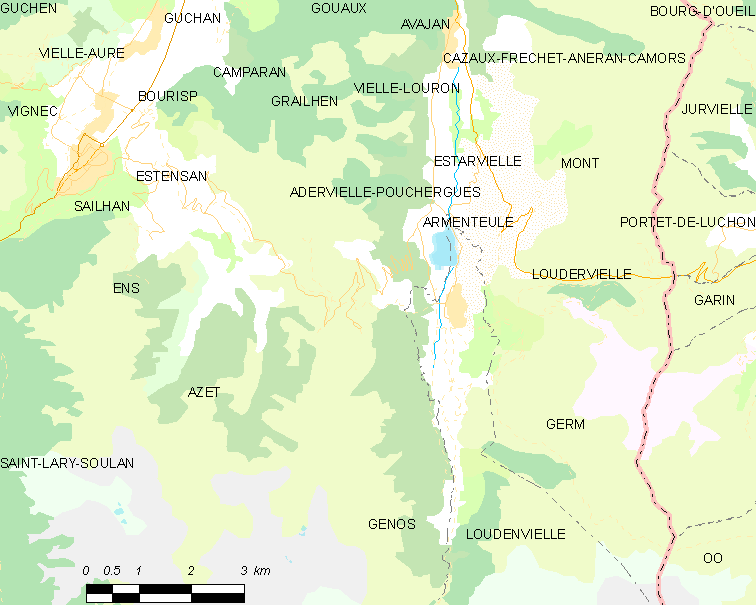
Карта коммуны